# Deporaus
Deporaus  (лат.) — род жесткокрылых семейства трубковёртов.

## Описание
Голова с глазами почти квадратная, головотрубка не длиннее головы и шеи вместе взятых, к вершине расширенно закруглённая. Надкрылья в два раза длиннее ширины плеч, за серединой довольно сильно расширенные, с правильными глубокими точечными бороздками, не прикрывают всё брюшко.

## Виды
Некоторые виды рода:
- Deporaus azarovae Legalov, 2006
- Deporaus betulae (Linnaeus, 1758)
- Deporaus pacatus (Faust, 1882)
- Deporaus septentrionalis (Sawada, 1993)